# Charles Andreae

Charles Andreae (1937)

Charles Andreae (* 23. August 1874 in Fleurier, Val-de-Travers; † 9. September 1964 in Zollikon; heimatberechtigt in Fleurier) war ein Schweizer Bauingenieur und Hochschullehrer.

## Leben
Charles Andreae, Sohn von Apotheker Philipp und Adeline Françoise Joséphine (geborene Perroni) und Bruder von Volkmar Andreae, heiratete 1901 Alice Hofer, Tochter von Fürsprecher Johann Friedrich; sein Grossvater war der Apotheker Heinrich Volkmar Andreae.
Von 1889 bis 1893 besuchte er das Literargymnasium in Bern. Anschliessend absolvierte Andreae von 1893 bis 1898 ein Bauingenieurstudium am Eidgenössischen Polytechnikum Zürich.

## Schaffen
Andreae war von 1907 bis 1913 als Sektionsingenieur der Lötschberg-Südrampe tätig und hatte anschliessend von 1913 bis 1918 eine Stelle als Oberingenieur der Nordseite des 2. Simplontunnels. Danach besass er ein eigenes Ingenieurbüro in Zürich und war Privatdozent an der ETH Zürich. Zwischen 1921 und 1928 war er ebendort ordentlicher Professor für Strassen- und Eisenbahnbau und übernahm von 1926 bis 1928 die Stelle des Rektors. Andreae war zudem von 1923 bis 1926 Mitglied des Zürcher Kantonsrates. Anschliessend, von 1928 bis 1937, war er Direktor der Königlichen Technischen Hochschule in Gizeh und war in Ägypten als Leiter am ersten ägyptischen Tunnelbau, dem Lahaywa-Tunnel (1920–1931), beteiligt.
Charles Andreae ist Autor grundlegender Werke zum Tunnelbau sowie auch von diversen Artikeln in technischen Zeitschriften. Er war zudem auch in leitender Funktion in verschiedenen Fachvereinen tätig. So war er von 1923 bis 1928 Präsident des Schweizerischen Ingenieur- und Architektenvereins, von 1938 bis 1951 Präsident der Internationalen Vereinigung für Brückenbau und Hochbau sowie ab 1951 Präsident der Schweizerisch-Ägyptischen Gesellschaft. Für seine Arbeit wurde Andreae mit dem Dr. h. c. von der Universität Zürich (1930) und von der Universität Kairo (1950) ausgezeichnet.